# Elgin (Arizona)
Elgin ist ein Census-designated place im Santa Cruz County im US-Bundesstaat Arizona. Das U.S. Census Bureau hat bei der Volkszählung 2020 eine Einwohnerzahl von 162 auf einer Fläche von 125,6 km² ermittelt. Die Bevölkerungsdichte lag bei 1 Einwohner je km².